# 大竹正博
大竹 正博（おおたけ まさひろ、1969年12月30日 - ）は、日本中央競馬会 (JRA) 所属の調教師（美浦トレーニングセンター）、元調教助手、元厩務員。麻布大学獣医学部卒業。東京都出身。旧姓・大崎 正博（おおさき まさひろ）。

## 経歴
大竹の父は中央競馬の元騎手・大崎昭一である。1985年に大崎は八百長を行ったという疑いをかけられ、無期限の騎乗停止処分を受けた。最終的に八百長行為は認められないという結論が下され騎乗停止処分は解除されたものの、騒動の影響で栗東の一部の厩舎をのぞきほとんどの厩舎から騎乗依頼が来なくなるなど大崎の騎手生活は大きく狂わされることとなった（新潟事件）。事件の影響から大竹は競馬によい印象を抱いておらず、当初は獣医師を志していたが、1992年に大崎がレッツゴーターキンに騎乗して天皇賞（秋）を優勝したことをきっかけに中央競馬で働くことを考えるようになった。
麻布大学獣医学部を卒業後、北海道の牧場での勤務を経て競馬学校の厩務員課程に合格。1997年に中央競馬の調教助手となった。大竹は中央競馬の調教師になることが父の敵をとることになると考えており、当初から調教師になることを志していた。2008年に調教師免許を取得し、2009年に美浦トレーニングセンターに厩舎を開業した。
なお、調教師試験受験時に過去の経緯もあり、父・昭一と話し合いの末、お互い疎遠にすることにしたという。姓は結婚を機に夫人方の姓を名乗ることになった。
2020年11月11日、同7日の東京競馬第4競走に出走した管理馬ソーヴァリアントから禁止薬物のカフェインが検出されたと発表された。ソーヴァリアントは同レースで1着となっていたが失格処分となった。この件でJRAは裁定委員会を設置。大竹の弁明書などの提出を経て、2021年6月23日の委員会にて翌24日から8月23日まで2ヶ月間の調教停止処分を行うと発表、その間の管理馬は全て手塚貴久厩舎へ転厩することになった。

## エピソード
大竹に初勝利をもたらした競走馬アンヴェイルは橋口弘次郎厩舎からの移籍馬である。橋口は新潟事件後大崎を積極的に起用した調教師として知られ、その縁でアンヴェイルの移籍が実現した。
萩原清厩舎で調教助手をしていたときにのちにダービー馬となるロジユニヴァースの調教などに携わっている。ロジユニヴァースが栗東留学をする際には大竹がロジユニヴァースに同行をした。
また、ロジユニヴァースの馬主である久米田正明は長い競馬歴の中でも印象に残っている馬に、大竹の父である大崎昭一が初のG1勝利を手にした馬で、「新聞の読める馬」として知られているカブトシローを挙げている。その縁もあり開業間もない大竹厩舎に久米田の期待馬が預けられている。

## 調教師成績
|            | 日付           | 競馬場・開催  | 競走名             | 馬名               | 頭数 | 人気 | 着順 |
| ---------- | -------------- | ------------- | ------------------ | ------------------ | ---- | ---- | ---- |
| 初出走     | 2009年3月8日   | 2回中山4日8R  | 4歳上500万下       | アンヴェイル       | 16頭 | 5    | 2着  |
| 初勝利     | 2009年4月4日   | 3回中山3日8R  | 4歳上500万下       | アンヴェイル       | 11頭 | 1    | 1着  |
| 重賞初出走 | 2010年1月11日  | 1回中山4日11R | フェアリーS        | ロジフェローズ     | 16頭 | 5    | 6着  |
| 重賞初勝利 | 2011年3月21日  | 1回阪神5日11R | フィリーズレビュー | フレンチカクタス   | 16頭 | 3    | 1着  |
| GI初出走   | 2011年4月10日  | 2回阪神6日11R | 桜花賞             | フレンチカクタス   | 18頭 | 7    | 9着  |
| GI初勝利   | 2018年12月23日 | 5回中山8日11R | 有馬記念           | ブラストワンピース | 16頭 | 3    | 1着  |

### 主な管理馬
※括弧内は当該馬の優勝重賞競走、太字はGI級競走。
- フレンチカクタス（2011年フィリーズレビュー）
- ルージュバック（2015年きさらぎ賞、2016年エプソムカップ、毎日王冠、2017年オールカマー）[6]
- ジェベルムーサ（2015年エルムステークス)
- ブラストワンピース （2018年毎日杯、新潟記念、有馬記念、2019年札幌記念、2020年アメリカジョッキークラブカップ）
- グレーターロンドン （2018年中京記念）
- デアレガーロ （2019年京都牝馬ステークス）
- ザダル（2021年エプソムカップ、2022年京都金杯）
- ソーヴァリアント（2021年チャレンジカップ、2022年チャレンジカップ）[7]
- ヴェイルネビュラ（2025年阪神スプリングジャンプ）

## 厩舎所属者
- 草野太郎（2014年[8]-2023年4月30日、騎手）
- 菅原俊吏（2024年4月 - 同7月、持ち乗り厩務員）